# Schimon Peres

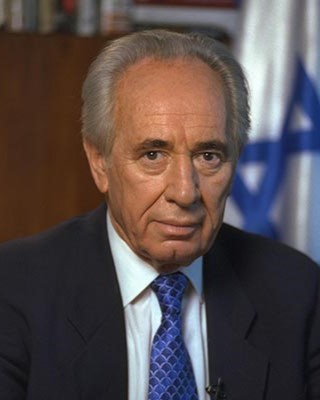
Schimon Peres (1996)

Schimon Peres (hebräisch שמעון פרסⓘ; ursprünglich Szymon Perski; geboren am 2. August 1923 in Wiszniew, damals Polen, heute Belarus; gestorben am 28. September 2016 in Tel Aviv) war ein israelischer Politiker und Friedensnobelpreisträger. Von 2007 bis Juli 2014 war er der 9. Staatspräsident Israels.
Peres war mit Unterbrechungen an mehreren Regierungen beteiligt. Zudem war er mehrmals Vorsitzender der israelischen Arbeitspartei Awoda, aus der er jedoch 2006 austrat.
Peres war von 1984 bis 1986 der achte Ministerpräsident Israels. Nach der Ermordung Jitzchak Rabins hatte er dieses Amt von 1995 bis 1996 erneut inne. Er war auch stellvertretender Regierungschef und Außenminister Israels in der Regierung Ariel Scharons von 2001 bis 2002. Ab Januar 2005 war er erneut Vize-Ministerpräsident in den Regierungen von Ariel Scharon und Ehud Olmert. Am 13. Juni 2007 wurde er von der Knesset als Nachfolger von Mosche Katzav zum neunten Staatspräsidenten Israels gewählt. Peres trat seine siebenjährige Amtszeit am 15. Juli 2007 an. Zu seinem Nachfolger wurde am 10. Juni 2014 Reuven Rivlin gewählt, der am 24. Juli 2014 sein Amt antrat.

## Leben und Wirken

### Anfangsjahre

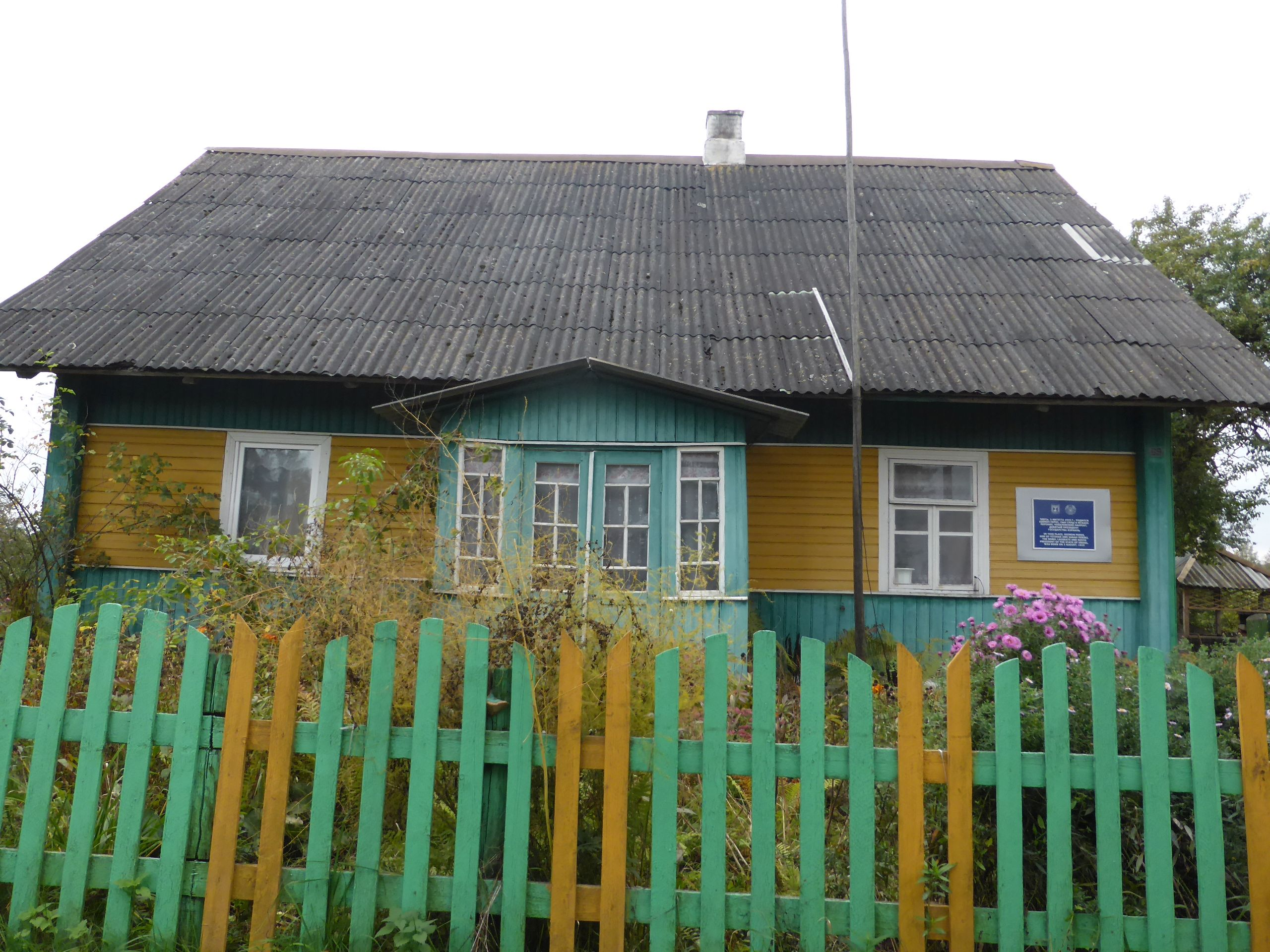
Geburtshaus von Schimon Peres (2018)

Schimon Peres wurde im ostpolnischen Ort Wiszniew, dem heute belarussischen Wischnewa, als Sohn eines Holzhändlers geboren. 1934 wanderte er mit seiner Familie nach Tel Aviv, damaliges Palästina, aus. Der in Polen verbliebene Großvater, Rabbiner Zwi Meltzer, wurde später von Nazis ermordet, als sie allen Juden vor Ort befahlen, sich in der Synagoge zu versammeln, um sie anschließend anzuzünden – niemand überlebte. Peres wurde an der Geula-Schule in Tel Aviv ausgebildet und in Landwirtschaft im Kinder- und Jugenddorf Ben Shemen, wo auch seine Frau Sonia ausgebildet wurde, die hier auch begraben liegt. Seit seinem 16. Lebensjahr gehörte Peres der Awoda-Vorgängerpartei Mapai an und schloss sich früh der israelischen Gewerkschaftsbewegung Histadrut an, in deren Jugendbewegung er zwischen 1941 und 1945 als Generalsekretär fungierte.
Im Jahre 1947 schloss er sich der Hagana, dem Vorgänger der Israelischen Verteidigungsstreitkräfte, an und bekam von David Ben-Gurion das Aufgabenfeld Personal- und Waffenbeschaffung zugewiesen. In und nach dem israelischen Unabhängigkeitskrieg war er als Leiter des israelischen Seedienstes tätig. Im Jahre 1950 wurde Peres als Leiter einer Delegation des Verteidigungsministeriums in die USA geschickt. Während seines Aufenthalts dort studierte er an der Harvard University Verwaltungswissenschaften. Nach Israel zurückgekehrt, wurde er 1952 stellvertretender Generaldirektor des Verteidigungsministeriums und 1953 Generaldirektor (Staatssekretär). Er war maßgeblich für die Waffenbeschaffung für den noch jungen Staat Israel verantwortlich. Unter anderem schloss er 1957 mit dem damaligen bundesdeutschen Verteidigungsminister Franz Josef Strauß ein förmliches, aber geheim gehaltenes Abkommen. Auf Peres’ Bemühungen gehen die Beschaffung des französischen Kampfflugzeugs Dassault Mirage III und eines französischen Kernreaktors zurück.
Peres lebte im Kibbuz Gewa.

### Politische Karriere
1959 wurde er als Abgeordneter der Mapai in die Knesset gewählt. Von 1959 bis 1965 war er stellvertretender Verteidigungsminister. 1965 folgte er David Ben-Gurion, als der die Mapai verließ und die Partei Rafi gründete, deren Wiedervereinigung mit der Mapai er jedoch bereits 1967 betrieb. 1969 wurde er zum Minister für Einwanderung und Integration ernannt. 1970 schließlich wurde er Minister für Verkehr und Kommunikation.
1974 wurde er nach einer Periode als Informationsminister Nachfolger von Mosche Dajan als Verteidigungsminister in der Regierung Jitzchak Rabin.
Er war beteiligt an Waffenkäufen und der Herstellung strategischer Bündnisse, die für Israel von entscheidender Bedeutung waren, etwa in der engen Beziehung zu Frankreich, die es erlaubte, große Mengen qualitativ hochwertiger Waffen zu erwerben, die das regionale Machtgleichgewicht zu Gunsten Israels beeinflussten. Durch Peres’ Vermittlung erwarb Israel die moderne Dassault Mirage III, errichtete den Nuklearreaktor von Dimona und bewirkte eine trinationale Vereinbarung mit Frankreich und dem Vereinigten Königreich, die Israel in der Suez-Krise positionierte. Peres war weiterhin der Hauptvermittler in der engen Französisch-israelischen Allianz seit Mitte der 1950er Jahre, obwohl er nach 1958 wegen des dimona-Projekts oft in schwierigen Verhandlungen mit Charles de Gaulle stand. Peres war in den 1960er Jahren der Architekt des geheimen Programms nuklearer Aufrüstung. In einem Interview stellte er fest, dass er in den 1960er Jahren Arnon Milchan rekrutiert habe, für LAKAM zu arbeiten und so notwendige Unterstützung für das Nuklearprogramm zu geben.
Zwischen 1977 und 1992 war er als Chef der israelischen Arbeitspartei Awoda auch Vize-Präsident der Sozialistischen Internationale; beide Posten hatte er zwischen 2003 und 2005 erneut inne.
Obwohl Peres nie eine Wahl gewann, war er drei Mal – kurzzeitig ab April 1977 nach dem Rücktritt Rabins bis zu den Parlamentswahlen, von 1984 bis 1986 als Teil einer Rotationsabsprache mit dem Likud-Politiker Jitzchak Schamir (dem so genannten Israelischen Modell) und noch einmal zwischen 1995 und 1996 nach der Ermordung von Jitzchak Rabin – Ministerpräsident Israels.
Peres war bereits 1982 ein profilierter Kritiker der israelischen Invasion in den Libanon und vertrat die Ansicht, die Palästinenserprobleme seien nur politisch, nicht militärisch zu lösen. 1985 befahl er als Regierungschef der aus zehn Parteien bestehenden „Regierung der nationalen Einheit“ den weitgehenden Rückzug der israelischen Armee aus dem Libanon.
Er erhielt 1994 zusammen mit Jassir Arafat und Jitzchak Rabin den Friedensnobelpreis für seine Verdienste im Oslo-Friedensprozess.
Jitzchak Rabin wurde am 4. November 1995 von einem religiös-fundamentalistischen israelischen Studenten ermordet, und Peres übernahm das Amt des Ministerpräsidenten.
1996 ordnete Peres nach Raketenangriffen der Hisbollah auf Nordisrael die so genannte Operation Früchte des Zorns im Libanon an, in deren Folge während des israelischen Artillerieangriffs auf Kana das UNIFIL-Hauptquartier zerstört und 106 libanesische Zivilisten getötet wurden. Der Zwischenfall kostete Peres später die entscheidenden arabischen Stimmen in der verlorenen Direktwahl zum Ministerpräsidenten gegen Benjamin Netanjahu, nachdem er bis dahin als haushoher Favorit gegolten hatte. Die Niederlage gegen Netanjahu war sehr knapp: Peres erhielt 1.471.566 Stimmen und damit 49,5 %, Netanjahu 1.501.023 Stimmen und damit 50,5 %.
Yair Auron, Direktor des Jerusalemer Institute on the Holocaust and Genocide, warf Peres vor, durch Waffenlieferung an Serbien und Ruanda die dortigen Genozide in den 1990er Jahren mit ermöglicht zu haben. Auron verklagte das israelische Verteidigungsministerium auf die Herausgabe von Dokumenten über israelische Waffenlieferungen nach Ruanda im Jahr 1994, die Klage wurde jedoch mit Verweis auf die nationale Sicherheit abgewiesen. Seine Beweise stammen von einem Augenzeugen sowie aus einem Amnesty-Bericht aus 1995. Die Waffen wurden demzufolge von Mai bis Juli 1994, während der Massaker, von Israel und Albanien aus nach Ruanda verbracht. Auch an Serbien habe Israel nach dem UN-Embargo von 1991 Waffen geliefert. Peres habe sich geweigert, die Verbrechen Miloševićs zu verurteilen, der den ersten Genozid in Europa seit dem Holocaust angeführt habe. Seine Regierung habe nicht die geringste Verurteilung der Serben geäußert, sondern im Jahr 1992, als Milošević vielerorts als neuer Hitler Europas galt, eine Botschaft in Serbien eröffnet.

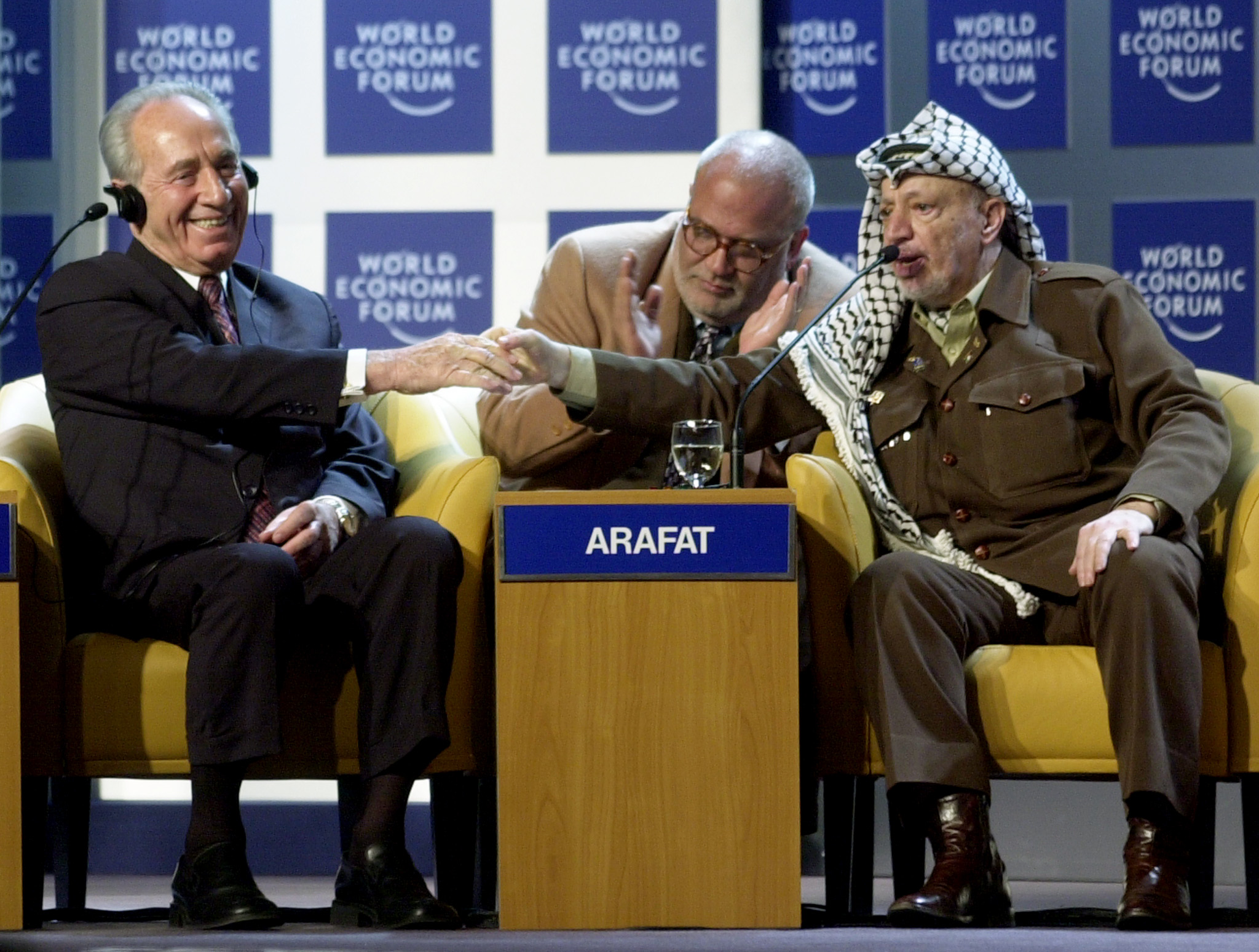
Peres und Jassir Arafat beim Weltwirtschaftsforum 2001 in Davos

1997 gründete er das Peres Center for Peace. Peres blieb Unterstützer des Oslo-Friedensprozesses und des palästinensischen Autonomieprozesses trotz der Ersten und Zweiten Intifada. Dennoch unterstützte Peres in der Opposition die Militärpolitik Ariel Scharons, mit Hilfe der israelischen Armee unter anderem Selbstmordattentate zu verhindern.
Am 31. Juli 2000 unterlag Peres bei der Wahl zum israelischen Präsidenten gegen Mosche Katzav. Die 120 Abgeordneten der Knesset entschieden sich mit 63 zu 57 Stimmen für Peres’ Gegenkandidaten.
Als Außenminister unterstützte Schimon Peres die strategische Allianz mit der Türkei und weigerte sich im April 2001, den Begriff „Holocaust“ auf den Völkermord an den Armeniern anzuwenden: „We reject attempts to create a similarity between the Holocaust and the Armenian allegations. Nothing similar to the Holocaust occurred. It is a tragedy what the Armenians went through, but not a genocide.“ Da Frankreich aufgrund der Anerkennung des Völkermordes an den Armeniern von 1915 durch die Nationalversammlung aus dem Waffengeschäft mit der Türkei ausgeschlossen worden war, sicherte Peres Israel somit türkische Rüstungsaufträge im Umfang von über zwei Milliarden US-Dollar.
Obwohl er bereits 2003 in großem Kreis seinen 80. Geburtstag feierte, galt er in Israel mehr denn je als engagierter Politiker. Er trat auch als Vize-Ministerpräsident in die „Regierung der nationalen Einheit“ ein, die Ariel Scharon 2005 bildete, um den einseitigen Rückzug aus dem Gazastreifen durchzusetzen. Im November 2005 schaffte er es nicht, den Vorsitz seiner Partei zu verteidigen, und unterlag seinem Herausforderer Amir Peretz. Daraufhin wurden Neuwahlen in Israel unausweichlich.
Peres war nicht bereit, unter dem neuen Parteichef Peretz zu arbeiten, der ihm keinen gesicherten Listenplatz für die Wahlen im Jahre 2006 zusichern wollte. Nach langem Hadern und intensiven Bemühungen Scharons entschloss sich Peres am 30. November 2005 auf Anraten seiner engsten Mitarbeiter, aus der Arbeitspartei auszutreten und die neugegründete Partei der Mitte Kadima des israelischen Ministerpräsidenten zu unterstützen. 60 Jahre hatte er der Awoda angehört, der er damit einen schweren Schlag versetzte und der Kadima Reputation verschaffte. Er begründete diesen Schritt damit, dass Scharon die geeignetste Person sei, eine Koalition für Frieden und Sicherheit anzuführen. Scharon habe die besten Chancen, den Friedensprozess mit den Palästinensern wiederzubeleben. Nach der Erkrankung Scharons übernahm Ehud Olmert als amtierender Ministerpräsident und Spitzenkandidat der Kadima Scharons Ämter; im April 2006 wurde Olmert gewählter Ministerpräsident Israels. Schimon Peres selbst kandidierte auf Listenplatz 2.
Am 28. Mai 2007 wurde Schimon Peres erneut, nunmehr von der Kadima, als Kandidat für die israelische Präsidentschaftswahl am 13. Juni 2007 nominiert. Am 30. Mai bestätigte Peres in einer öffentlichen Erklärung seine Kandidatur für das Präsidentenamt. Bei der Wahl am 13. Juni erhielt Peres im ersten Wahlgang zunächst 58 Stimmen. Die beiden Gegenkandidaten Reuven Rivlin (Likud) und Colette Avital (Awoda) verzichteten auf die Teilnahme am zweiten Wahlgang, in welchem Peres schließlich 86 Stimmen erhielt und damit zum neuen Präsidenten Israels gewählt wurde. Am 15. Juli 2007 wurde er als Präsident vereidigt und trat die Nachfolge des am 1. Juli zurückgetretenen Mosche Katzav an.
Aufgrund seiner großen Reputation in der internationalen Öffentlichkeit und innerhalb diplomatischer Kreise wirkte Peres häufig als Vermittler israelischer Politikkonzepte. Dabei verteidigte er auch Israels Sicherheitspolitik in den Punkten Terrorismusbekämpfung und Bau der israelischen Sperranlagen gegen internationale Kritik.
Bei seiner Rede vor dem Deutschen Bundestag am 27. Januar 2010 anlässlich der Gedenkstunde zum Tag des Gedenkens an die Opfer des Nationalsozialismus erinnerte Peres an das Schicksal seiner Familie in seinem Geburtsort Wiszniewo:

„Als die Nazis in Wiszniewo einmarschierten, befahlen sie allen Juden, sich in der Synagoge zu versammeln. Mein Großvater ging als erster hinein, eingehüllt in denselben Gebetsmantel, in den ich mich als Kind schon eingewickelt hatte. Seine Familie folgte ihm. Die Türen wurden von draußen verriegelt, und das Holzgebäude wurde angezündet. Von der gesamten Gemeinde blieben nur glühende Asche und Rauch.“

Zur Präsidentenwahl am 10. Juni 2014 trat er nicht mehr an. Zu seinem Nachfolger wurde Reuven Rivlin gewählt.

### Privatleben
Peres war von 1945 bis zu ihrem Tod im Januar 2011 mit Sonja Peres (geborene Gelman) verheiratet. Aus der Ehe gingen Tochter Tsvia, eine Linguistin, und die beiden Söhne Yoni, ein Tierarzt, und Chemi, Vorsitzender der Pitango Venture Capital, eines der größten israelischen Risikokapitalfonds, hervor. Schimon Peres war ein Cousin von Lauren Bacall.
Am 13. September 2016 erlitt Peres einen Schlaganfall, woraufhin er in ein künstliches Koma versetzt wurde. Am frühen Morgen des 28. September 2016 starb er an einer Hirnblutung.
Schimon Peres wurde am 30. September 2016 auf dem Friedhof des Herzlberges (Mount Herzl National Cemetery) bestattet.

## Auszeichnungen
- 1986: Ehrendoktor der Bar-Ilan-Universität
- 1993: Félix-Houphouët-Boigny-Friedenspreis mit Jitzchak Rabin und Jassir Arafat
- 1994: Friedensnobelpreis mit Jitzchak Rabin und Jassir Arafat[19]
- 1996: Four Freedoms Award, in der Kategorie Freiheit von Furcht
- 2000: Preis der Ludwig-Wünsche-Stiftung
- 2005: Steiger Award
- 2006: Quadriga
- 2007: Orden des Fürsten Jaroslaw des Weisen I. Klasse
- 2008: Knight Grand Cross des Order of St. Michael and St. George
- 2009: Walther-Rathenau-Preis
- 2012: Presidential Medal of Freedom
- 2014: Ernst Cramer Medaille
- 2014: Groß-Stern des Ehrenzeichens für Verdienste um die Republik Österreich
- 2014: Congressional Gold Medal

## Ehrung
Am 29. August 2018 wurde das Kernforschungszentrum Negev in Schimon-Peres-Kernforschungszentrum im Negev umbenannt.